# Пустец
Пустец (алб. Pustec) је село у Албанији у округу Корча. По попису из 2001. у месту живи 1.030 становника, углавном Македонци (99 одсто).

## Историја
Село Пустец је највеће насеље, а уједно и административни центар истоимене општине. Становништво овог региона углавном чине Македонци који су признати како национална мањина и имају право образовања на својем матерњем македонском језику током основне школе. Председник општине је Петар Темелко (победник избора одржаног 18. фебруара 2007. године), сви чланови општинског већа су Македонци. У селу се налази црква Свети Архангел Михаило из 1754. године.
Грб ове општине садржи македонски шеснаестокраки симбол Сунце Вергине, над којим је исписано име те општине на македонском језику Општина Пустец, а на доњој страни је исписано на албанском. Ово је први случај званичне примене македонског језика у Албанији.

## Економија
Економска ситуација у селу, али и целог региона је катастрофална. Само 5% становника је запослено, а становништво се углавном бави пољопривредом, риболовом, узгојем и продајом стоке на тржишту великих градова у Македонији и Албанији.

## Демографија
| Година | Становништво |
| 1900   | 410          |
| 1926   | 515          |
| 1945   | 565          |
| 1960   | 697          |
| 1969   | 788          |
| 1979   | 941          |
| 1989   | 1.035        |
| 2000   | 1.120        |
| 2001   | 1.030        |